# Leptotes deficiens
Leptotes deficiens är en fjärilsart som beskrevs av Abel Dufrane 1953. Leptotes deficiens ingår i släktet Leptotes och familjen juvelvingar. Inga underarter finns listade i Catalogue of Life.